# Никозский собор
Никозский собор (груз. ზემო ნიქოზის ღვთაების ეკლესია), также известный как Гвтаеба (груз. ღვთაება), — средневековый грузинский православный собор, относящийся к Горийскому муниципалитету, расположенному в восточной Грузии, в мхаре Шида-Картли. Он является частью комплекса, который также включает колокольню, епископский дворец и кольцевую стену. Комплекс включён в список недвижимых памятников культуры национального значения Грузии.
Комплекс находится на территории нынешнего села Земо-Никози, «верхней» части исторического поселения Никози, расположенного на правом берегу реки Большая Лиахви, в непосредственной близости от зоны конфликта в Южной Осетии, примерно в 2 км к югу от её столицы Цхинвали. Епископский дворец был сильно повреждён в боях во время российско-грузинской войны в августе 2008 года и впоследствии был восстановлен при реализации специальной программы.
Никозский собор служит резиденцией митрополита Никозского и Цхинвальского Грузинской православной церкви, духовная власть которого распространяется на Южную Осетию. Примерно в 100 метрах к югу от собора находится церковь святых Архангелов, небольшое купольное сооружение X века.

## История
Первое упоминание о Никози встречается в хронике Джуаншера Джуаншериани, составленной около 800 года, приписывающей основание церкви и назначение епископа царю Иберии V века Вахтангу I Горгасали: «он построил церковь Никози там, где был алтарь огнепоклонников, и поставил епископа там, где было похоронено тело святого Раждена, который был замучен персами в войне с Вахтангом.» Этот рассказ повторяет историк князь Вахушти Багратиони, писавший в приблизительно 1745 году и добавивший, что епископ всё еще жил в Никози в его время, будучи «пастырем кавказцев, двалов и того, что теперь известно как Осетия, а также Глола-Геби». Мартириум святого Раждена упоминается также в анонимных грузинских хрониках XIII века «История и восхваление венценосцев», в которых говорится, что один из сыновей «царей осетинских», безуспешный претендент на руку царицы Тамары (правила в 1184—1213 годах), умер в Никози и был похоронен в местной церкви святого Раждена.
Никозский собор и его комплекс строились в течение нескольких столетий. Сохранившееся здание церкви относится преимущественно к XIV—XVI веку, колокольня — это строение XVI—XVII века, а епископский дворец был возведён в IX—XI веке. Несколько других зданий, таких как резиденция епископа, кельи, трапезная и различные вспомогательные строения появились в XIX и XX веках.
Во время российско-грузинской войны в августе 2008 года Земо-Никози был ареной ожесточённых боёв между грузинскими и российскими войсками. В результате российских авианалётов 10 августа 2008 года был значительно повреждён никозский комплекс, особенно недавно отремонтированный епископский дворец. Его крыша, пол и балконы были сожжены, а оригинальные камни южного этажа треснули из-за высоких температур. Монастырские кельи, архиерейский дом и трапезная были полностью разрушены.
После войны, в результате действий, инициированных Советом Европы, был реализован проект срочных стабилизационных работ в комплексе Никози, включая предварительные работы на месте, создание новой крыши, укрепление и стабилизацию строений, а также археологические работы, создающие основу для дальнейших восстановительных работ.

## Архитектура
Поскольку систематических археологических исследований в Никози не проводилось, а церковь неоднократно перестраивалась на протяжении всей её долгой истории, ни храм огня, ни святилище святого Раждена V века, упомянутые в хрониках, не были идентифицированы.
Сохранившийся собор представляет собой крестово-купольный храм, занимающий площадь в 16,7 на 11,5 метров. Надпись из трёх строк, выполненная средневековым грузинским шрифтом «асомтаврули», на южном фасаде определяет епископа Михаила как строителя церкви и палеографически датируется X веком. Церковь была существенно перестроена в XIV—XVI веке и позднее ремонтировалась в XVII и XIX веках. Стены храма, как снаружи, так и внутри, облицованы тёсаными каменными плитами. Внутри они были также оштукатурены. Входы в храм расположены на западной, южной и северной сторонах, последний ныне закрыт. Полукруглая апсида алтарной части обрамлена прямоугольным пастофорием с каждой стороны. Восточный и западный рукава «креста» несколько вытянуты. Каждый из четырёх рукавов имеет одно окно. Купол собора опирается на углы восточных стен и выступающие пилоны западной стены. Восемь окон подчеркивают барабан купола. Каменные бараньи головы размещены на гребнях всех четырёх фронтонов. Церковь обладает несколькими сильно повреждёнными настенными надписями. Одна из них, на каменной плите над окном на восточной стене, восстановлена, содержит имя некоего епископа Захария и датируется раннехристианским периодом. Остатки деамбулатория виднеются на уровне земли.
В северо-западном углу комплекса возвышается двухэтажная колокольня XVI—XVII века, занимающая площадь в 5,45 на 5,35 метров. Её фасады облицованы серыми тёсаными каменными плитами. Первый этаж представляет собой сводчатый портик с тремя несущими арками, верхний — пирамидальную конструкцию с колоколами. Фасады содержат несколько ныне едва различимых надписей «асомтаврули». Каждый из четырёх фасадов колокольни заканчивается фронтоном, вершина которого увенчана скульптурной головой барана. Колокольня с обеих сторон окружена каменной стеной, которая является более поздним дополнением.
Епископский дворец пребывает в руинах, находясь за стеной, на юго-востоке. Датируемый IX—XI веком он представляет собой двухэтажное здание, прямоугольное в плане и занимающее площадь в 11,2 на 21 метр. Он был построен из щебня, ясеня и кирпича. На первом этаже находится большой арочный портик и камин, верхний этаж освещался четырьмя арочными проёмами, ведущими на деревянный балкон.